# Anilocra guinensis
Anilocra guinensis es una especie de crustáceo isópodo marino del género Anilocra, familia Cymothoidae.
Fue descrita científicamente por Bovallius en 1887.

## Distribución
Esta especie se encuentra en algunas partes del océano Atlántico norte.